# Badia de Son Servera
Badia de Son Servera är en vik i Spanien.   Den ligger i regionen Balearerna, i den östra delen av landet, 600 km öster om huvudstaden Madrid.